# 武輪真人
武輪 真人（たけわ まさと）は、関西を中心に活動する放送作家。

## 担当番組

### 現在
- 痛快!明石家電視台（毎日放送）
- ビーバップ!ハイヒール（朝日放送）
- ジャルやるっ!（関西テレビ）
- グッと!地球便（読売テレビ制作）
- 大阪発しゃべるランチタイム なにしよ!?（テレビ大阪）
- 週末おでかけバラエティ やすとも忠志のひるきん（テレビ大阪）
- ザ・ドキドキどっきり（フジテレビ）

### 過去
- 女性ホルモン分泌バラエティー 全力☆が〜る（毎日放送）
- 関西バンザイTV まぶしいチカラ→千原ジュニアのまぶしいチカラ（毎日放送）
- 冒険チュートリアル（関西テレビ）
- きらきらアフロ（テレビ大阪）
- キャラもん（読売テレビ）